# 蓬萊羽爪節蜱
蓬萊羽爪節蜱（学名：Diptilomiopus formosanus）为双羽爪節蜱科羽爪節蜱屬下的一个种。其种加词“formosanus”意为“台湾的”。